# Le Splendid (troupe)
Pour les articles homonymes, voir Le Splendid et Splendid (homonymie).
Le Splendid est une troupe de comédiens français réunissant principalement Christian Clavier, Gérard Jugnot, Thierry Lhermitte, Michel Blanc, Josiane Balasko, Marie-Anne Chazel et Bruno Moynot. En 1974, les comédiens inaugurent le café-théâtre intitulé Le Splendid, situé au numéro 18, passage d'Odessa dans le quartier du Montparnasse, à Paris 14e, dans l'arrière-salle d'un bistrot faisant face au Vrai Chic parisien où Coluche s’est installé après avoir quitté le Café de la Gare.
La troupe comprend les fondateurs Christian Clavier, Michel Blanc, Gérard Jugnot, Thierry Lhermitte, Valérie Mairesse remplacée en 1977 par Josiane Balasko, Marie-Anne Chazel et Bruno Moynot. En 1976, la troupe en rupture de bail est contrainte de collecter de l'argent, acheter une ancienne murisserie de bananes, faire ensemble de gros travaux d'aménagement et déménager au numéro 10, rue des Lombards dans le 4e arrondissement de Paris.
En novembre 1981, les principaux membres de la troupent fondent une société et achètent une salle de spectacle rue du Faubourg-Saint-Martin. La troupe déménage à nouveau, inaugurant dès lors, Le Splendid Saint-Martin.

## Débuts
Le nom provient au départ de celui du café-théâtre Le Splendid, situé au numéro 10, rue des Lombards à Paris. La troupe du Splendid est fondée en 1974, par un collectif d'auteurs et acteurs composé principalement de Christian Clavier, Michel Blanc, Gérard Jugnot, Thierry Lhermitte, Valérie Mairesse remplacée par Josiane Balasko, Marie-Anne Chazel et Bruno Moynot.
Dès 1974, le trio Christian Clavier, Gérard Jugnot et Thierry Lhermitte parvient à signer l'idée du scénario d'un premier long-métrage intitulé C'est pas parce qu'on a rien à dire qu'il faut fermer sa gueule... réalisé par Jacques Besnard, coproduit par Yves Rousset-Rouard, oncle de Clavier et sa société Trinacra Films qui va financer les films suivants de la troupe du Splendid. Cette comédie policière burlesque sortie en 1974 met en scène Bernard Blier, Michel Serrault, Jean Lefebvre, Marion Game, Popeck et surtout Tsilla Chelton, laquelle forme les comédiens depuis le début des années 1970. Dans l'esprit des films dialogués par Michel Audiard, cette comédie leur permet aussi d'apparaître à l'écran dans de petits rôles.
On retrouve la plupart des membres du Splendid en 1976 dans le film On aura tout vu réalisé par Georges Lautner, dont la vedette est interprétée par Pierre Richard, Jean-Pierre Marielle, Miou-Miou et Henri Guybet. Après plusieurs participation dans de précédents films réalisés par Bertrand Tavernier, on les retrouve dans le drame Des enfants gâtés et la comédie Le Diable dans la boîte de Pierre Lary en 1977 puis dans la comédie médiévale Vous n'aurez pas l'Alsace et la Lorraine, unique long-métrage réalisé par leur ami Coluche et une année plus tard, La Tortue sur le dos, comédie dramatique de Luc Béraud dans lequel on retrouve encore une bonne partie de la troupe.

## Le succès populaire
Formée par Tsilla Chelton et soutenue par Coluche, la troupe est dès lors révélée au café-théâtre à Paris, par leur pièce comique Amours, coquillages et crustacés.
En 1978, l'adaptation de cette pièce au cinéma devient Les Bronzés; elle vaut à la troupe une notoriété nationale. En 1979, la suite Les Bronzés font du ski confirme le succès du Splendid. En 1979, leur seconde pièce la plus connue, Le père Noël est une ordure va connaître également en 1982, une adaptation au cinéma, laquelle remporte un succès populaire.
En 1981, le théâtre du Splendid déménage rue du Faubourg-Saint-Martin et devient « Le Splendid Saint-Martin ».
Une société intitulée « Splendid Saint Martin (Le Splendid) » est constituée le 1er septembre 1981 avec comme gérant, Bruno Moynot.
Après la sortie du film Le père Noël est une ordure, Anémone est en froid avec la troupe du Splendid qui reprend pourtant une part significative de sa création originale, depuis la pièce de 1979 ; elle ne va toucher ni droits, ni rétributions, que ce soit pour la pièce de théâtre ou pour le film sorti en 1982, lesquels contiennent pourtant les fameuses répliques qu'elle a créées.

## Éclatement et carrières individuelles
Les membres fondateurs de la troupe s'individualisent ensuite peu à peu dès les années 1980, au théâtre comme au cinéma. Certains se retrouvent dans plusieurs films ou pièces. Michel Blanc rassemble la troupe pour une scène de son film Grosse Fatigue en 1994. La troupe ne se reforme au complet qu'en 2006 dans Les Bronzés 3. Initialement, pour tourner Astérix et Obélix en Hispanie, Gérard Jugnot prévoit de réunir les membres du Splendid dans ce long-métrage. À la suite du refus d'Albert Uderzo, la troupe est finalement réunie dans le troisième volet des Bronzés.
Michel Blanc, membre historique de la troupe, meurt d'un malaise cardiaque le 3 octobre 2024, à l'âge de 72 ans.

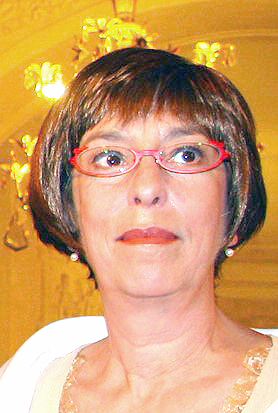
Anémone sur le tournage de Bataille natale en 2005.

## Les autres participants
En 1970, au cours de théâtre du Lycée Pasteur à Neuilly-sur-Seine, encore adolescente, Isabelle de Botton a pour partenaires Gérard Jugnot et Michel Blanc et l'année suivante, elle écrit et joue dans la pièce Non, Georges pas ici avant d'être remplacée par Marie-Anne Chazel.

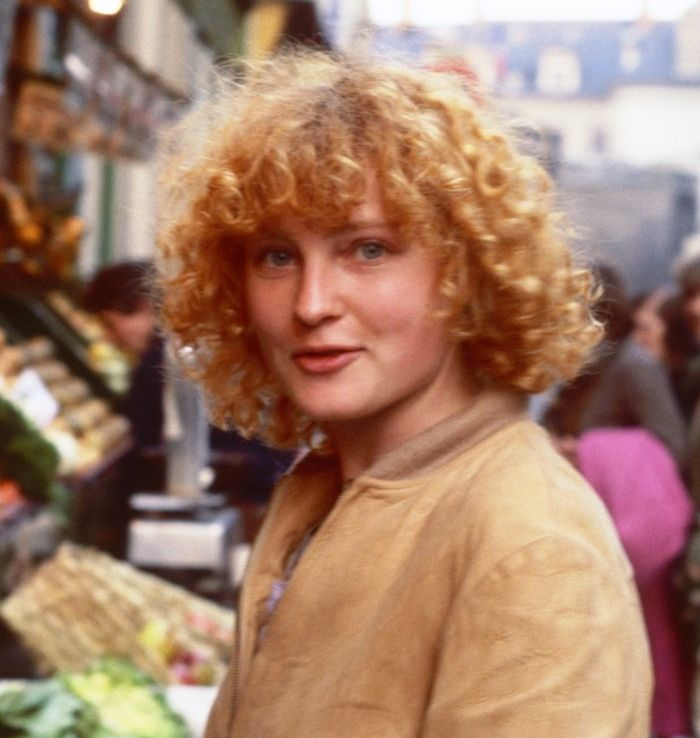
Valérie Mairesse en 1978.

En 1972 et encore mineure à cette époque, Valérie Mairesse est engagée dans la troupe du Splendid pour organiser la régie de la pièce Je vais craquer avant de tenir un rôle dans Ma tête est malade. Valérie Mairesse est la compagne de Thierry Lhermitte durant cette période mais Marie-Anne Chazel aurait convaincu les autres membres du groupe de garder Josiane Balasko plutôt qu'elle, au milieu des années 1970. Pour continuer sa carrière au cinéma, Mairesse quitte la troupe après Le Pot de terre contre le pot de vin (1974) et avant la première de la pièce Amours, coquillages et crustacés, dans laquelle elle aurait dû jouer le rôle de Gigi, interprété par Chazel.
En 1973, on retrouve Isabelle de Botton et Fabienne Barbey pour la pièce "J'vais craquer !". Pour la pièce Amours, coquillages et crustacés en 1977, Yvon Brexel participe à certaines représentations; on le retrouvera dans le film "Les babas cool". L'acteur et chanteur Jacques Delaporte interprète la voix au téléphone pour "Le Père noël est une ordure. En 1979, Roland Giraud remplace régulièrement Christian Clavier dans la pièce "Le Père noël est une ordure" et joue un rôle important dans la pièce Papy fait de la résistance en 1981.
On retrouve également Carole Jacquinot dans la pièce Papy fait de la résistance. En 1981, Christine Dejoux remplace Valérie Mairesse dans la pièce Bunny's bar de Josiane Balasko avec Michel Blanc. Étienne Chicot et Nathalie Guérin participent également à la première version de la pièce de Josiane Balasko. En 1985, Jean-François Dérec joue un rôle dans Nuit d'ivresse (pièce de théâtre) de Josiane Balasko au Splendid Saint-Martin.

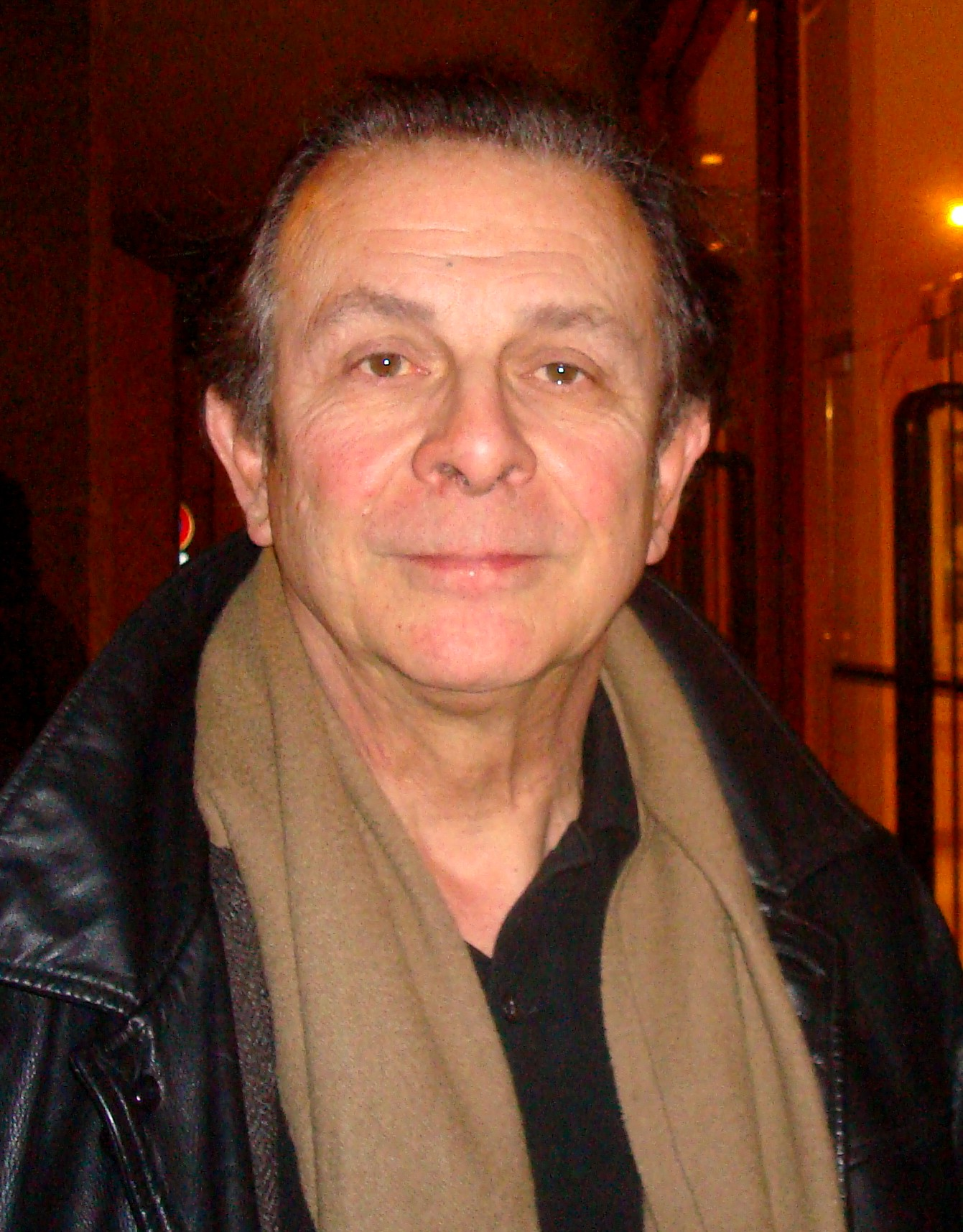
Roland Giraud en 2010.

## Œuvres

### Pièces de théâtre
- La concierge est tombée dans l'escalier
- Non, Georges pas ici (1971-1972) : d’Isabelle de Botton, Christian Clavier, Gérard Jugnot et Thierry Lhermitte
- J'vais craquer (1973) : Christian Clavier, Gérard Jugnot, Thierry Lhermitte, Fabienne Barbey
- Ma tête est malade (1974-1975) : Christian Clavier, Gérard Jugnot, Thierry Lhermitte, mise en scène de Michel Blanc, Avec Valérie Mairesse
- Le Pot de terre contre le pot de vin (1976) : Marie-Anne Chazel, Michel Blanc, Christian Clavier, Gérard Jugnot, Thierry Lhermitte, Valérie Mairesse et Josiane Balasko
- Amours, coquillages et crustacés (1977) : Marie-Anne Chazel, Michel Blanc, Christian Clavier, Gérald Jugnot, Thierry Lhermitte, Jacques Delaporte, Dominique Lavanant, Josiane Balasko, Bruno Moynot, Yvon Brexel
- Bunny's Bar ou les hommes préfèrent les grosses (1978) : Josiane Balasko
- Le père Noël est une ordure (1979) : Josiane Balasko, Gérard Jugnot, Thierry Lhermitte, Christian Clavier, Marie-Anne Chazel et Bruno Moynot
- Enfin seul (1981) : Gérard Jugnot

### Films du Splendid
- Les Bronzés (1978) de Patrice Leconte
- Les Bronzés font du ski (1979) de Patrice Leconte
- Le père Noël est une ordure (1982) de Jean-Marie Poiré
- Papy fait de la résistance (1983) de Jean-Marie Poiré
- Les Bronzés 3 : Amis pour la vie (2006) de Patrice Leconte

## Distinctions
- 1985 : nomination au César de la meilleure première œuvre : Michel Blanc pour Marche à l'ombre.
- 1986 : Prix d'interprétation masculine du Festival de Cannes : Michel Blanc pour Tenue de soirée.
- 1987 : nomination au César du meilleur acteur : Michel Blanc pour Tenue de soirée.
- 1988 : nomination au César du meilleur acteur : Gérard Jugnot pour Tandem.
- 1988 : César de la meilleure actrice dans un second rôle : Dominique Lavanant pour Agent trouble.
- 1989 : nomination au César de la meilleure actrice dans un second rôle : Dominique Lavanant pour Quelques jours avec moi.
- 1991 : nomination au César du meilleur acteur : Michel Blanc pour Monsieur Hire.
- 1990 : nomination au César de la meilleure actrice : Josiane Balasko pour Trop belle pour toi.
- 1992 : nomination au César du meilleur acteur : Gérard Jugnot pour Une époque formidable.
- 1994 : Prix du scénario du Festival de Cannes : Michel Blanc pour Grosse Fatigue.
- 1994 : nomination au César du meilleur acteur : Christian Clavier pour Les Visiteurs.
- 1994 : nomination au César du meilleur scénario original : Christian Clavier pour Les Visiteurs.
- 1994 : nomination au César de la meilleure actrice : Josiane Balasko pour Tout le monde n'a pas eu la chance ....
- 1995 : nomination au César du meilleur scénario original ou adaptation : Michel Blanc pour Grosse Fatigue
- 1996 : nomination au César du meilleur réalisateur : Josiane Balasko pour Gazon maudit.
- 1996 : César du meilleur scénario original ou adaptation : Josiane Balasko pour Gazon maudit
- 1998 : nomination au César du meilleur acteur dans un second rôle : Gérard Jugnot pour Marthe.
- 2000 : César d'honneur : Josiane Balasko
- 2003 : nomination au César du meilleur scénario original ou adaptation : Michel Blanc pour Embrassez qui vous voudrez
- 2004 : nomination au César de la meilleure actrice : Josiane Balasko pour Cette femme-là.
- 2005 : nomination au César du meilleur acteur : Gérard Jugnot pour Les Choristes.
- 2007 : nomination au César du meilleur acteur : Michel Blanc pour Je vous trouve très beau.
- 2008 : nomination au César du meilleur acteur : Michel Blanc pour Les Témoins.
- 2012 : César du meilleur acteur dans un second rôle : Michel Blanc pour L'Exercice de l'État.
- 2020 : nomination au César de la meilleure actrice dans un second rôle : Josiane Balasko pour Grâce à Dieu.
- 2021 : César anniversaire pour la troupe du Splendid ; récompense décernée pour la première fois en 2021 par l'Académie des arts et techniques du cinéma lors de la 46e cérémonie des César. Josiane Balasko, Michel Blanc, Marie-Anne Chazel, Christian Clavier, Gérard Jugnot, Thierry Lhermitte et Bruno Moynot étaient présents lors de la cérémonie[12].

## Box-office commun
| Titre                            | Année | Spectateurs |
| -------------------------------- | ----- | ----------- |
| Les Bronzés 3 : Amis pour la vie | 2006  | 10 355 928  |
| Papy fait de la résistance       | 1983  | 4 104 082   |
| Le père Noël est une ordure      | 1982  | 1 582 782   |
| Les bronzés font du ski          | 1979  | 1 535 781   |
| Les Bronzés                      | 1978  | 2 308 644   |

| Film                             | Date de sortie   | Réalisateur     | Entrées au Box-office | Entrées au Box-office |
| -------------------------------- | ---------------- | --------------- | --------------------- | --------------------- |
| Les Bronzés 3 : Amis pour la vie | 1 février 2006   | Patrice Leconte | 10 355 928 entrées    | 1er                   |
| Les bronzés font du ski          | 21 novembre 1979 | Patrice Leconte | 1 535 781 entrées     | 19e                   |
| Les Bronzés                      | 22 novembre 1978 | Patrice Leconte | 2 308 644 entrées     | 12e                   |

### Documentaire
- Le Splendid de Jérôme Wybon, émission Un jour, un destin, 2023, France 2.